# Kazakponny
Kazakponnyn är en liten primitiv hästras från Kazakstan som har funnits sedan antiken. Den härstammar troligen från den mongoliska vildhästen Przewalski men har influerats av många andra raser under århundradena. Hästarna är härdiga, och billiga i drift. Kazakhponnyn finns i två olika sorter som kallas Adaev och Dzabh (även Jabe), där Adaevtypen är en lättare ridtyp och Dzabh är en tyngre typ, lämpad som arbetshäst.

## Historia
Primitiva små ponnyer har funnits i Kazakstan sedan antiken och har dokumenterats redan under 400-talet f.Kr. Kazakponnyn utvecklades av lokala stammar kallade Kazahk. Man tror att ponnyn utvecklats från korsningar med den mongoliska vildhästen Przewalski och eventuella europeiska ponnyraser som kan varit ättlingar till den primitiva och utdöda Tarpanen. Arabiska fullblod har korsats in i rasen senare men kan även ha varit med i utvecklingen redan under antiken. De dokumentationer som förts över hästarna senare har även visat på inblandning av den mongoliska ponnyn, Karabairhästar och den turkmenska Achaltekeern. 
Men efter dessa korsningar har Kazakponnyerna även delats i olika typer då stammarna som födde upp rasen var nomader och därför utvecklades på flera olika platser och med inflytande av olika typer av hästar. Det finns säkert flera olika typer men enbart två av dem är kända. Adaev och Dzhab. Adaevtypen utvecklades i norra Kazakstan och är lättare och har troligen influerats mer av ädlare raser än Dzabhetypen som utvecklades i södra Kazakstan och som har ett mindre ädelt huvud än Adaev. Både hästraserna har genom genetik påvisat att de har blod av ryska Donhästar. Även Mongolisk ponny, och Karabairhästar finns hos båda typerna. 
Under tiden som Kazakstan var en del av Sovjetunionen användes en del av ponnyerna till att utveckla kavallerihästar och detta gjordes genom att blanda in mer ädla hästraser i det som skulle bli den lite mer moderna och livligare Adaevtypen. Mer arabiska fullblod och även engelska fullblod korsades in i hästarna tillsammans med den ryska Orlovtravaren och Akhal-tekén. Adaevtypen var dock nära att försvinna på grund av all utavel, medan den kraftigare Dzabh-typen istället förädlades och växte i antal. 1985 hade detta dock vänt och man registrerade hela 27 000 nyfödda ponnyer av Adaevtypen. 
Mest känd av alla Kazakponnyer var hingsten Zolotnik som med lätthet kunde springa 264 km på en dag och Adaevhästar kan bära packning upp till 297 km utan att bli trötta. Idag finns över 300 000 räknade Kazahkponnyer i Mellanöstern och Ryssland, och troligen finns det ännu fler då kunskapen om hästraser och blodslinjer inte är speciellt viktigt hos de absolut fattigaste bönderna. Det största stuteriet i Kazakstan är Mugojar stud som föder upp mer högklassiga Kazahkponnyer genom selektiv avel. 

## Egenskaper
Kazahkponnyerna är tåliga ponnyer som har ärvt många egenskaper från de första raserna som korsats in. De liknar de mongoliska ponnyerna mest men har ärvt uthållighet från araben med sundheten från den mongoliska vildhästen. Kazakhponnyerna används först och främst till ridning idag men förr användes den som packhäst till den nomadiska Kazahkerna. Ponnyerna används än idag som packdjur och till transport bland vissa folkstammar. 
Adaevponnyerna är något lättare och mer av en ridponny än Dzhabtyperna och har troligtvis fått mer fullblod i sig, samt Orlovtravare. Den ger ett mindre kompakt och intryck och har ett ädelt huvud som visar det arabiska arvet. Den är även snabbare och mer livlig och med en något rakare rygg. Adaevtypen kan vara skimmel och flaxfux, vilket inte är vanligt hos Dzhabtypen som däremot kan vara fux eller black, som inte existerar hos Adaevtypen. Den blacka färgen hos Dzhabtypen är ett primitivt kännetecken vilket även vittnar om att Dzhabtypen har mindre ädelt blod i sig än Adaevtypen. Både typerna kan dock vara bruna. Dzhabtypen är mycket mer primitiv än Adaev och har ett kraftigare och större huvud och ger ett mer robust intryck. Huvudet visar inget ädelt arv och nacken är tjock och kraftig hos dessa ponnyer men de är även sundare och segare. 
Kazahkponnyerna har under alla år fötts upp i det fria på stäppen vilket gjort rasen till en överlevare med en naturlig sundhet och härdighet men däremot är gångarterna väldigt dåliga hos ponnyerna. Många av Dzhabponnyerna blir tjocka väldigt lätt och väger mycket i jämförelse med sin höjd och har därför blivit populära inom köttindustrin då dessa ponnyer ger mycket kött per häst. Mjölkproduktionen är också stor då Kazakston kan ge upp till 20 liter mjölk per dag. 